# Rheocricotopus brachypus
Rheocricotopus brachypus är en tvåvingeart som beskrevs av Wang och Zheng 1991. Rheocricotopus brachypus ingår i släktet Rheocricotopus och familjen fjädermyggor. Inga underarter finns listade i Catalogue of Life.